# Palo Santo
Palo Santo é um município da Argentina, localizada na província de Formosa.